# Кларак (Горњи Пиринеји)
Кларак (фр. Clarac) насеље је и општина у јужној Француској у региону Миди Пирене, у департману Горњи Пиринеји која припада префектури Тарб.
По подацима из 2011. године у општини је живело 171 становника, а густина насељености је износила 26,89 становника/km². Општина се простире на површини од 6,36 km². Налази се на средњој надморској висини од 264 метара (максималној 485 m, а минималној 235 m).

## Демографија
| 1962. | 1968. | 1975. | 1982. | 1990. | 1999. | 2011. |
| ----- | ----- | ----- | ----- | ----- | ----- | ----- |
| 127   | 139   | 152   | 157   | 153   | 177   | 171   |

График промене броја становника у току последњих година